# Mead (Oklahoma)
Mead es un pueblo ubicado en el condado de Bryan en el estado estadounidense de Oklahoma. En el año 2010 tenía una población de 	122 habitantes y una densidad poblacional de 406,67 personas por km².

## Geografía
Mead se encuentra ubicado en las coordenadas 34°0′4″N 96°30′38″O / 34.00111, -96.51056 (34.001244, -96.510445).

## Demografía
Según la Oficina del Censo en 2000 los ingresos medios por hogar en la localidad eran de $21,071 y los ingresos medios por familia eran $23,125. Los hombres tenían unos ingresos medios de $29,167 frente a los $16,563 para las mujeres. La renta per cápita para la localidad era de $9,697. Alrededor del 19.4% de la población estaban por debajo del umbral de pobreza.